# Daina (Vorname)
Daina ist ein baltischer (litauischer und lettischer) weiblicher Vorname, abgeleitet vom  Wort daina und bedeutet „Lied“. Der Namenstag ist am 8. August.

## Formen
- Dainius, männlich

## Ableitungen
- Dainė
- Dainora

## Namensträgerinnen
- Daina Gudzinevičiūtė (* 1965), litauische  Sportschützin
- Daina Urbanavičienė (* 1976), litauische Politikerin, Vizeministerin der Kultur